# La Ferrière-sur-Risle
La Ferrière-sur-Risle è un comune francese di 290 abitanti situato nel dipartimento dell'Eure nella regione della Normandia. Come dice il nome, il comune è bagnato dal fiume Risle.

## Società

### Evoluzione demografica
Abitanti censiti